# Parco nazionale Cordillera Azul
Il parco nazionale Cordillera Azul (in spagnolo:Parque Nacional Cordillera Azul) è un parco nazionale del Perù, nelle regioni di  San Martín, Loreto, Ucayali, Huánuco. È stato istituito nel 2001 e occupa una superficie di 1.353.190,84 ha.